# Grandchamp (Haute-Marne)
Grandchamp ist eine französische Gemeinde mit 69 Einwohnern (Stand 1. Januar 2022) im Département Haute-Marne in der Region Grand Est. Sie gehört zum Kanton Chalindrey und zum Arrondissement Langres.

## Lage
Die Gemeinde Grandchamp liegt am Südrand des Plateaus von Langres, 20 Kilometer südöstlich von Langres im äußersten Süden der Region Grand Est. Durch Grandchamp fließt die Resaigne, ein Nebenfluss des Salon.
Grandchamp ist umgeben von folgenden Nachbargemeinden:
|                       | Rivières-le-Bois                            |       |
| Saint-Broingt-le-Bois | Kompassrose, die auf Nachbargemeinden zeigt | Maâtz |
|                       | Maâtz                                       |       |

## Bevölkerungsentwicklung
| Jahr                       | 1962 | 1968 | 1975 | 1982 | 1990 | 1999 | 2008 | 2018 |
| -------------------------- | ---- | ---- | ---- | ---- | ---- | ---- | ---- | ---- |
| Einwohner                  | 131  | 117  | 104  | 89   | 70   | 64   | 82   | 79   |
| Quellen: Cassini und INSEE |      |      |      |      |      |      |      |      |